# マーガレット・ド・クインシー (第2代リンカーン女伯)

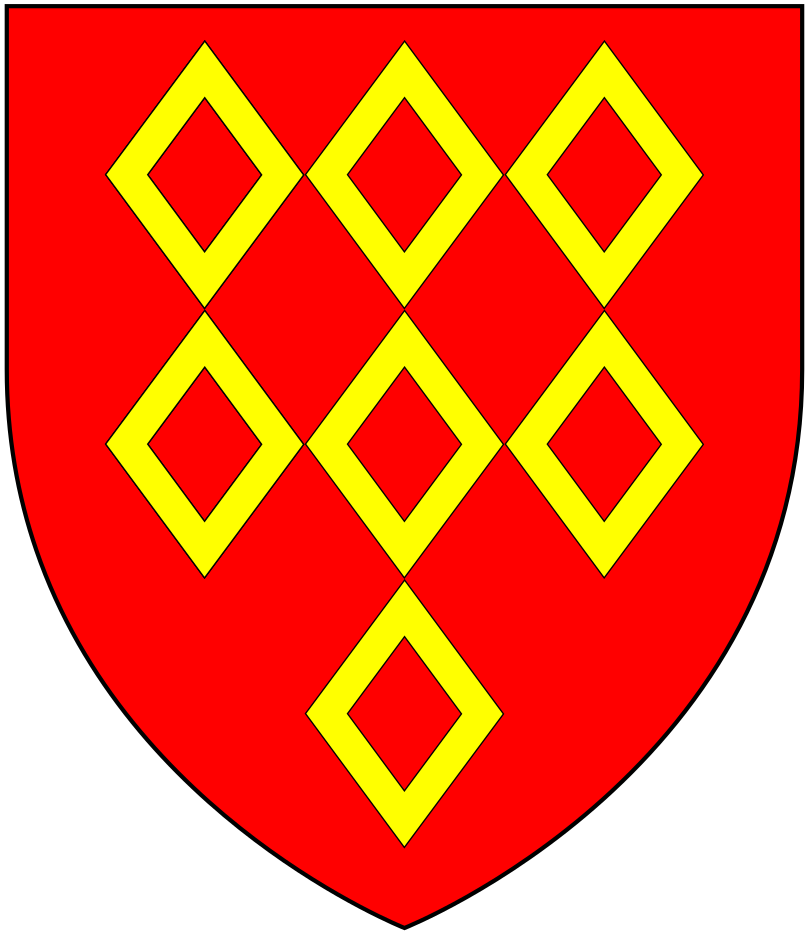
クインシー家の紋章

第2代リンカーン女伯マーガレット・ド・クインシー（Margaret de Quincy, Countess of Lincoln, 1206年ごろ - 1266年3月）は、裕福なイングランド貴族の女性で、母ハウィス・オブ・チェスターからリンカーン伯位とボリングブルック領主権を相続した。また、最初の夫の領地から寡婦財産を受け、さらに2番目の夫である第5代ペンブルック伯ウォルター・マーシャルの死後、広大なペンブルック伯領からも寡婦財産を受けた。最初の夫はジョン・ド・レイシーで、ジョンとの間に2人の子供をもうけた。また、ジョンはマーガレットとの結婚により第2代リンカーン伯に叙せられた。マーガレットは「13世紀半ばの二人の偉大な女性像の一人」と評されている。

## 家族
マーガレットは、ロバート・ド・クインシーとハウィス・オブ・チェスターの一人娘として1206年ごろに生まれた。ハウィスは兄の第6代チェスター伯ラヌルフ・ド・ブロンドヴィルの共同相続人であった。1231年4月、兄ラヌルフがハウィスに爵位を譲ったため自身の権利としてチェスター女伯となった。
父方の祖父である初代ウィンチェスター伯セア・ド・クインシーは、マグナ・カルタの25人の証人の一人であったため、1215年12月に教会から破門された。2年後、父ロバートはシトー会の修道士が調合した薬によって誤って毒殺され、亡くなった。

## 生涯
1232年11月23日、マーガレットと夫のポンテフラクト男爵ジョン・ド・レイシーはヘンリー3世によって正式にリンカーン女伯とリンカーン伯に叙せられた。1231年4月、母方の伯父である初代リンカーン伯ラヌルフ・ド・ブロンドヴィルは国王から免除を受けてリンカーン伯位をマーガレットの母ハウィスに生前贈与していた。伯父ラヌルフは自身の印章を付した正式な特許状によって母ハウィスに爵位を与え、ヘンリー3世によって認められた。母は伯父の死の翌日、1232年10月27日に正式にリンカーン女伯に叙せられた。同様に、母もヘンリー3世からマーガレットとその夫ジョンにリンカーン伯位を共同で与える許可を受け、1ヶ月も経たないうちに2度目の正式な叙位式が行われたが、今度はマーガレットと夫ジョン・ド・レイシーに対してであった。マーガレットは自らの権利により第2代リンカーン女伯となり、ジョン・ド・レイシーは妻の権利により第2代リンカーン伯となった（ジョン・ド・レイシーは多くの文献で誤って初代リンカーン伯とされている）。
1238年、マーガレットと夫は、娘モードと第6代ハートフォード伯・第2代グロスター伯リチャード・ド・クレアとの結婚にヘンリー3世の同意を得るため、5,000ポンドという大金をヘンリー3世に支払った。
1240年7月22日、最初の夫ジョン・ド・レイシーが死去した。名目上は、ポンテフラクト男爵、ハルトン男爵、チェスター軍司令官を含む爵位と領地は一人息子のエドマンド（1227年頃 - 1258年）が継承していたものの、マーガレットは当初、ヘンリー3世と王妃エリナー・オブ・プロヴァンスの宮廷で育てられていた未成年の息子に代わってこれらの領地を管理していた。1243年、母ハウィスの死に伴い、マーガレットはグランチェスター荘園を相続した 。
エドマンドは18歳で爵位と領地を相続することを許された。エドマンドはマーガレットのリンカーン伯領と、1248年にマーガレットが2番目の夫から相続したペンブルック伯領の3分の1を含む広大な領地の相続人でもあった。しかし、エドマンドは母より8年早く亡くなったため、リンカーン伯になることはできなかった。
リンカーン女伯として未亡人となったマーガレットは、リンカーンシャーで重要な人物たちと交流を深めた。その中には、当時イングランドで最も著名な知識人であったリンカーン司教ロバート・グロステストがいた。グロステストはマーガレットのリンカーン女伯としての地位が正当かつ重要であると認識し、マーガレットを後援者であり対等の立場でもあるとみなしていた。グロステストは領地と家事管理に関する論文『聖ロバートの規則』をマーガレットに捧げた。
マーガレットは1266年に亡くなり、その財産を孫のリンカーン伯ヘンリー・ド・レイシーに遺贈した。

## 結婚と子女
1221年6月21日以前に、マーガレットはポンテフラクト男爵ジョン・ド・レイシーと結婚した。この結婚の目的は、母ハウィスのリンカーン伯領およびボリングブルック領をレイシー家にもたらすことにあった。ジョンとその最初の妻アリス・ド・レーグルの結婚では子供は生まれなかったが、ジョンとマーガレットの間には2子が生まれた。
- モード（1223年1月25日 - 1287/9年3月10日） - 1238年に第6代ハートフォード伯・第2代グロスター伯リチャード・ド・クレアと結婚[6]、7子が生まれた。
- エドマンド（1230年頃 - 1258年6月2日） - ポンテフラクト男爵。サルッツォ侯マンフレード3世の娘アラージア・ディ・サルッツォと結婚。ヘンリーを含む3子が生まれた。

1242年1月6日、マーガレットは第5代ペンブルック伯ウォルター・マーシャルと再婚した。彼は初代ペンブルック伯ウィリアム・マーシャルと第4代ペンブルック女伯イザベル・ド・クレアの間に生まれた10人の子供の一人であった。マーガレットとウォルターの結婚でも、ウォルターの4人の兄弟と同様に子供に恵まれなかった。そのため、1245年11月24日にグッドリッチ城でウォルターが亡くなった際、マーガレットはペンブルック伯領の3分の1に加え、キルデアの領地と領主権を相続した。
マーガレットの寡婦財産であった伯領の3分の1は、マーシャル家の5姉妹の13人の共同相続人の個々の領地のいずれよりも多く、マーガレットは最終的に他の共同相続人よりも多くのペンブルック伯領とレンスター領を支配することとなった。このため、マーガレットは娘モードと直接対立することになった。モードの夫リチャード・ド・クレアは、母イザベル・マーシャルを通してペンブルック伯領の共同相続人のひとりであった。娘との不和の結果、マーガレットは孫のヘンリー・ド・レイシーを寵愛するようになり、ヘンリーは1272年に成人（21歳）となり第3代リンカーン伯となった。息子エドマンドの妻でヘンリーの母アラージア・ディ・サルッツォは、マーガレットの相続人であるヘンリーの後見権を共有し、ふたりの関係は友好的であったようである。

## 死
マーガレットは財産と借地人を注意深く管理し、息子の子供たち、隣人、借地人とも親切に接した。また、1251年には教皇から2つの特赦を受けた。1つ目は移動式祭壇の建立、もう1つはシトー会修道院でミサを拝聴できるようにすることであった。マーガレットは1266年3月にハムステッドで亡くなった。その死はウスター年代記とウィンチェスター年代記に記録されている。ロンドンのファリンドンにある聖ヨハネ騎士団墓地に埋葬された。
マーガレットは「13世紀半ばの二人の偉大な女性像の一人」と評され、もう一人はソールズベリー女伯エラである。